# Грем Мак-Тавіш
Грем Мак-Тавіш (англ. Graham McTavish, нар. 4 січня 1961, Глазго, Шотландія) — шотландський актор. Найбільш відомий за роллю гнома Дваліна у трилогії Пітера Джексона «Хоббіт».

## Біографія
Народився в Глазго у сім'ї Алека та Еллен Мак-Тавішів. Коли Грем був ще дитиною, родина переїхала з Глазго. Жив у Канаді, Англії, Шотландії, потім осів у Новій Зеландії.
Акторську кар'єру розпочинав у театрі «Dundee Rep Theatre» (Данді, Шотландія).
Актор грав незначні ролі, найвідоміша була у фільмі «Рембо IV». Трохи менш відомі в «Король Артур» і «Лара Крофт: Розкрадача гробниць 2. Колиска життя».
Був затверджений на роль Дваліна у трилогії «Хоббіт». Фільми були зняті за знаменитою книгою Дж. Р. Р. Толкіна «Хоббіт, або туди і звідти». Прем'єра першої частини відбулася 2012 року, другої частини — 2013-го, третьої — 2014-го.
У 2014 році отримав пропозицію про зйомки в телесеріалі «Чужоземка» за романами Діани Геблдон.

## Особисте життя
Разом з дружиною Гвен живе у Новій Зеландії.

## Фільмографія
| Рік       |    | Українська назва                               | Оригінальна назва                               | Роль                                                  |
| --------- | -- | ---------------------------------------------- | ----------------------------------------------- | ----------------------------------------------------- |
| 1986      | с  | Повернення на острів скарбів                   | Return to Treasure Island                       | Нед (1 епізод)                                        |
| 1988      | тф | Борець за свободу                              | Freedom Fighter                                 | Гвардієць                                             |
| 1988      | ф  | За королеву і країну                           | For Queen & Country                             | Лейтенант                                             |
| 1989      | ф  | Ерік-вікінг                                    | Erik the Viking                                 | Тангбранд                                             |
| 1996      | с  | Горець                                         | Highlander                                      | Чарлі (1 епізод)                                      |
| 1996      | ф  | Вітер у вербах                                 | The Wind in the Willows                         | П'яна лисиця                                          |
| 1997      | ф  | Макбет                                         | Macbeth                                         | Банко                                                 |
| 1998—2005 | с  | Таггерт                                        | Taggart                                         | Робін Колдвелл / Іен Сінклер (2 епізоди)              |
| 1998—2005 | с  | Катастрофа                                     | Casualty                                        | Геррі Телбот / Джордж Нейсбі (6 епізодів)             |
| 1998      | тф | Мерлін: Початок пошуку                         | Merlin: The Quest Begins                        | Регнал                                                |
| 1999      | с  | Червоний карлик                                | Red Dwarf                                       | Сеньйор Уорден Акерман (5 епізодів)                   |
| 1999      | с  | Серцебиття                                     | Heartbeat                                       | Дерек Флауерс (1 епізод)                              |
| 1999      | ф  | Король Лір                                     | King Lear                                       | Герцог Олбані                                         |
| 2000      | тф | Розтяжка                                       | The Stretch                                     | Енді Маккінлі                                         |
| 2001      | с  | Лікарі                                         | Doctors                                         | Пол Брукс (1 епізод)                                  |
| 2001      | тф | Червона шапочка                                | Red Cap                                         | Кріс Девіс                                            |
| 2002      | ф  | Алі Джи в парламенті                           | Ali G Indahouse                                 | Офицер поліції                                        |
| 2002      | с  | Динотопія                                      | Dinotopia                                       | Аякс (1 епізод)                                       |
| 2002      | ф  | Точки над і                                    | Dot the i                                       | Детектив                                              |
| 2003      | ф  | Лара Крофт розкрадачка гробниць: колиска життя | Lara Croft Tomb Raider: The Cradle of Life      | Капітан підводного човна                              |
| 2003      | с  | Розмарин і чебрець                             | Rosemary & Thyme                                | Тейлор (1 епізод)                                     |
| 2003      | с  | Останній король                                | The Last King                                   | Капітан (2 епізоди)                                   |
| 2004      | с  | Місто вбивств                                  | Murder City                                     | Ноел Фредерікс (1 епізод)                             |
| 2004      | с  | Закон Мерфі                                    | Murphy’s Law                                    | Ел Лейтон (1 епізод)                                  |
| 2004      | тф | День «D» 6.6.1944                              | D-Day 6.6.1944                                  | Капітан Джеймс Стагг                                  |
| 2004      | ф  | Король Артур                                   | King Arthur                                     | Римський офіцер                                       |
| 2005      | с  | Імперія                                        | Empire                                          | Генерал Рапакс (5 епізодів)                           |
| 2005      | с  | Рим                                            | Rome                                            | Урбо (2 епізоди)                                      |
| 2005—2006 | с  | Чисто англійське убийство                      | The Bill                                        | Піт Ларсон (6 епізодів)                               |
| 2006      | тф | Хороша дівчинка, погана дівчинка               | Good Girl, Bad Girl                             | Громек                                                |
| 2006      | тф | Виклик Шарпа                                   | Sharpe’s Challenge                              | Мак-Рай                                               |
| 2007      | с  | Та, що говорить з привидами: інша сторона      | Ghost Whisperer: The Other Side                 | Темний дух (3 епізоди)                                |
| 2007      | с  | Нові трюки                                     | New Tricks                                      | Джейсон Ферріс (1 епізод)                             |
| 2007      | с  | Джекілл                                        | Jekyll                                          | Гевін Хардкасл (1 епізод)                             |
| 2007      | с  | 4исла                                          | Numb3rs                                         | Джон Коркоран (1 епізод)                              |
| 2007      | с  | NCIS: Полювання на вбивць                      | Navy NCIS: Naval Criminal Investigative Service | Алєксєй (1 епізод)                                    |
| 2007      | с  | Королівський                                   | The Royal                                       | Ентоні Пул (1 епізод)                                 |
| 2007      | с  | Плантація                                      | Cane                                            | Невілл (1 епізод)                                     |
| 2008      | ф  | Рембо IV                                       | Rambo                                           | Льюіс                                                 |
| 2008      | с  | Загублені                                      | Lost                                            | Сержант (1 епізод)                                    |
| 2008      | с  | C.S.I.: Місце злочину Маямі                    | CSI: Miami                                      | Мітч Девіс (1 епізод)                                 |
| 2008      | с  | Живий за викликом                              | Pushing Daisies                                 | Гензель фон Гетц (1 епізод)                           |
| 2008      | ф  | Сестринство                                    | Sisterhood                                      | Мартін                                                |
| 2008      | с  | Втеча з в'язниці                               | Prison Break                                    | Фергюсон (4 епізоди)                                  |
| 2009      | мф | Халк проти…                                    | Hulk Versus                                     | Локі (голос)                                          |
| 2009      | ф  | Хулігани Зеленої вулиці 2                      | Green Street 2: Stand Your Ground               | Великий Марк Тернер                                   |
| 2009      | мс | Росомаха і Люди Ікс                            | Wolverine and the X-Men                         | Себастьян Шоу (4 епізоди)                             |
| 2009      | с  | Та, що говорить з привидами                    | Ghost Whisperer                                 | Гордон Бреді (1 епізод)                               |
| 2009      | ф  | Посередники                                    | Middle Men                                      | Іван Соколов                                          |
| 2009      | ф  | Покаяння                                       | Penance                                         | Гівз                                                  |
| 2009      | ф  | Пандемія                                       | Pandemic                                        | Капітан Райлі                                         |
| 2010      | с  | 24                                             | 24                                              | Міхаіл Новаковіч (7 епізодів)                         |
| 2010      | мф | Пекло Данте: анімаційний епос                  | Dante’s Inferno: An Animated Epic               | Данте (голос)                                         |
| 2010      | ф  | Чемпіон                                        | Secretariat                                     | Ерл Янсен                                             |
| 2010—2012 | мс | Месники: Могутні герої Землі                   | The Avengers: Earth’s Mightiest Heroes          | Локі (голос) (4 епізоди)                              |
| 2010      | с  | Хороші хлопці                                  | The Good Guys                                   | Дольф (1 епізод)                                      |
| 2011      | ф  | Плетене дерево                                 | The Wicker Tree                                 | Сер Лахлан Моррісон                                   |
| 2011      | ф  | Коломбіана                                     | Colombiana                                      | Головний маршал Воррен                                |
| 2012      | ф  | Хоббіт: Несподівана подорож                    | The Hobbit: An Unexpected Journey               | Двалін                                                |
| 2013      | ф  | Шостий пістолет                                | The Sixth Gun                                   | Сайлас Хеджпет                                        |
| 2013      | ф  | Хоббіт: Пустка Смога                           | The Hobbit: The Desolation of Smaug             | Двалін                                                |
| 2014      | ф  | Хоббіт: Битва п'яти воїнств                    | The Hobbit: The Battle of the Five Armies       | Двалін                                                |
| 2014—2022 | с  | Чужоземка                                      | Outlander                                       | Дугал Маккензі і Вільям "Бакс" Маккензі (19 епізодів) |
| 2015      | ф  | Крід: Спадок Роккі Бальбоа                     | Creed                                           | Томмі Холлідей                                        |
| 2016—2021 | с  | Люцифер                                        | Lucifer                                         | Отець Кінлі і Дромос (6 епізодів)                     |
| 2016      | ф  | Проти шторму                                   | The Finest Hours                                | Френк Фоте                                            |
| 2016—2019 | с  | Проповідник                                    | Preacher                                        | Покровитель убивць (42 епізоди)                       |
| 2017—2021 | мс | Кастлванія                                     | Castlevania                                     | Влад Дракула Цепеш (голос)                            |
| 2019—нині | с  | Відьмак                                        | The Witcher                                     | Сигізмунд Дійкстра (2 епізоди)                        |
| 2021      | мф | Відьмак: Кошмар Вовка                          | The Witcher: Nightmare of the Wolf              | Деглан (голос)                                        |
| 2022      | с  | Дім Дракона                                    | The House of Dragon                             | Сер Гаррольд Вестерлінг                               |

## Актор озвучування
Крім роботи в кіно і на телебаченні Грем займався озвучуванням персонажів безлічі ігор, серед яких «Call of Duty: Modern Warfare 2» і "Call of Duty: Modern Warfare 3 ", «Call of Duty: Black Ops», «The Saboteur», «Star Wars: The Old Republic» та інші.